# Поколение 1895 года (Португалия)
Поколение 1895 года (порт. Geração de 1895) — португальское идейно-политическое течение первых десятилетий XX века, выступавшее с позиций национализма, ужесточения колониальных порядков и усиления эксплуатации португальских колоний. Объединяло в основном администраторов колоний и офицеров колониальных войск. Настаивало на переходе к диктаторским формам правления. Сыграло видную роль в формировании салазаризма и Нового государства.

## Контекст

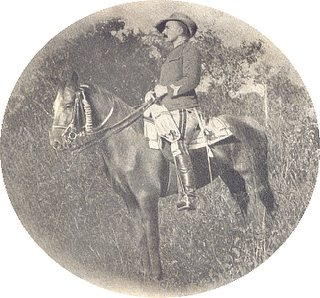
Жоаким Аугусту Моузинью

В 1889 году возник острый конфликт между Португалией и Великобританией из-за португальских колониальных притязаний на Юге Африки. Правительство Португалии вынуждено было уступить британскому ультиматуму 11 января 1890. Это было воспринято как национальное унижение и вызвало резкие протесты португальских националистов. Они считали, что крупные колониальные державы готовятся разделить между собой заморские владения Португалии. Эту обеспокоенность разделяли широкие слои общества — гордость колониальной империей, «подвиги лузитанских моряков» играли важную роль в массовом сознании.
В 1894—1897 в Португальской Восточной Африке (Мозамбик) развивалось антиколониальное повстанческое движение под руководством племенного вождя Гунгуньяны. Восстание было подавлено колониальными войсками под командованием королевского комиссара Антониу Жозе Энеша и военного губернатора Жоакима Аугусту Моузинью. Оба они, особенно Моузинью, приобрели широкую известность в мире и массовую популярность в Португалии.
Внутриполитическое положение португальской монархии было крайне нестабильным. Со всей очевидностью надвигались серьёзные потрясения. Началась консолидация и поляризация политических сил: республиканцев, анархистов и социалистов — слева, монархистов, националистов и интегралистов — справа.
Важным элементом правого лагеря стало Поколение 1895 года. Это течение сформировалось в промежуток между 1890 (британский ультиматум) и 1910 (антимонархическая революция). 1895 год в названии имел принципиальное символическое значение: 28 декабря 1895 отряд под командованием Моузинью одержал решающую победу в Мозамбике, взяв в плен Гунгуньяну. Культ Моузинью был настолько значим для движения, что иногда его называли Поколение Моузинью.

## Идеология

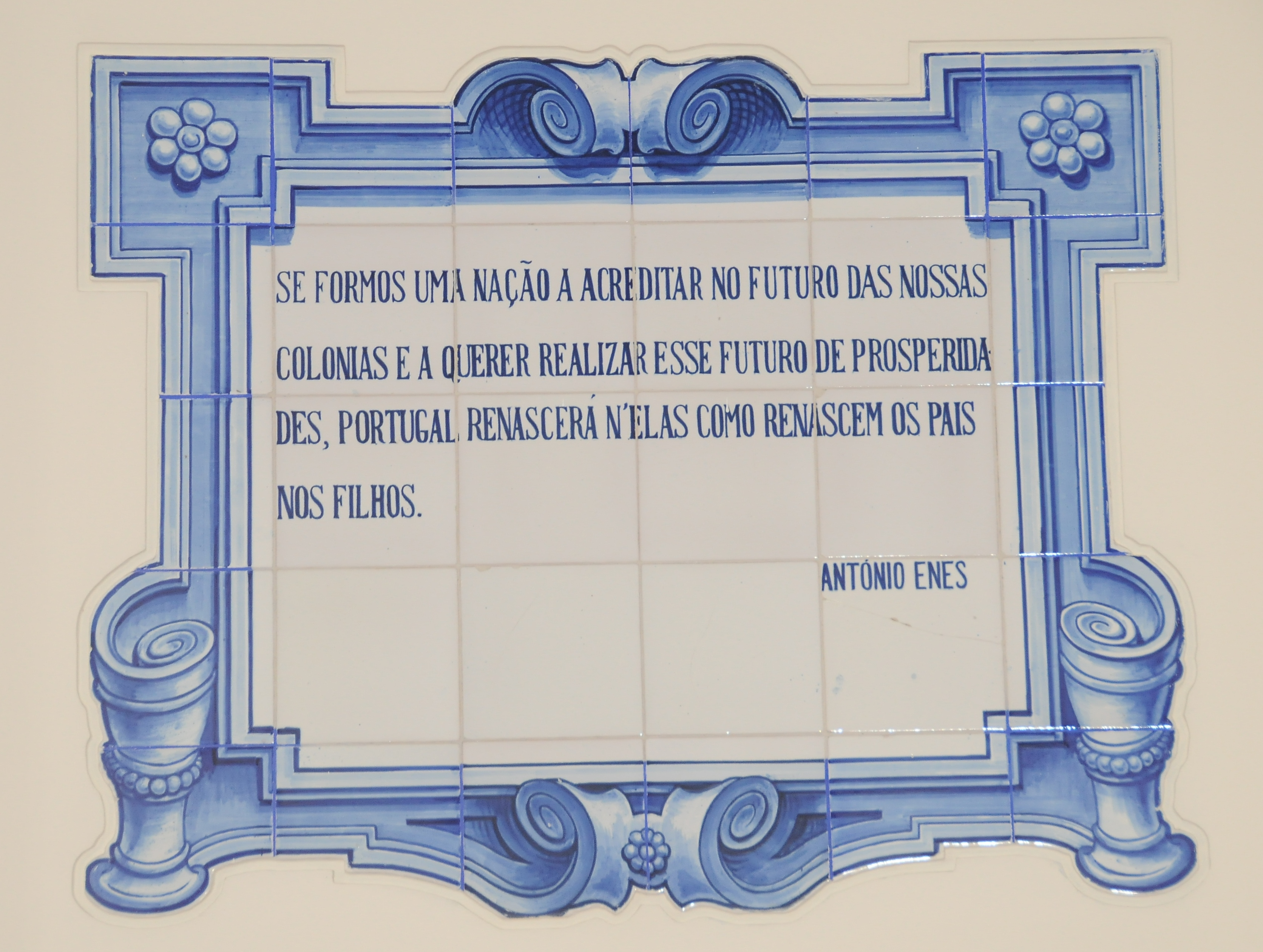
Азулежу с текстом Антониу Энеша: «Если наша нация верит в будущее колоний, если решит достичь будущего процветания, то португальцы возродятся так же, как родители возрождаются в детях»

Единой структуры «Поколение 1895 года» не имело. Это была не организация, а политическое течение, объединяемое общностью взглядов, административной деятельности и публицистических выступлений. Основными лидерами являлись Антониу Энеш (главный идеолог) и Жоаким Моузинью (политический символ). К этой группе относились многие деятели колониальной администрации и офицеры колониальных войск. Наибольшей известностью, наряду с Энешем и Моузинью, обладали Мануэл Гомиш да Кошта (участник мозамбикских операций под командованием Моузинью), Жозе Нортон ди Матуш (офицер колониальных войск), Антониу Висенте Феррейра (администратор общественных работ в африканских колониях).
Главной установкой «Поколения 1895 года» было усиление эксплуатации африканских колоний (прежде всего крупнейших — Мозамбика и Анголы) и активизация колониальной экспансии. В этом виделась единственная возможность экономического подъёма, социального развития и повышения политического статуса Португалии. В колониях предлагалось установить режим военной диктатуры и принудительного труда.
В этом сходились все представители «Поколения 1895 года». Разногласия возникали относительно режима в метрополии. Энеш и его сторонники придерживались либеральных взглядов. Но преобладала позиция Моузинью, призывавшего к военно-диктаторскому правлению. По его замыслу, возглавить военный режим должен был король, парламентская система подлежала устранению. Отказ Карлуша I от этого плана привёл Моузинью к самоубийству в 1902 году. Годом раньше скончался Энеш.

## Активность
Всплеск активности «Поколения 1895 года» пришёлся на период после 1910. Португальская революция свергла монархию и установила республиканский строй. Нортон ди Матуш, Мануэл ди Бриту Камашу поддержали республику, тогда как Гомиш да Кошта почти открыто призывал к её свержению, а многие активисты участвовали в монархических вооружённых мятежах. Однако все они сходились на необходимости интенсивного и жёсткого освоения ресурсов колоний.
Новый этап обозначило участие Португалии в Первой мировой войне и диктатура Сидониу Паиша в 1917—1918. Политическая категория «Поколения 1895 года» пополнилась такими ветеранами, как Жуан Феррейра ду Амарал (начальник полиции Лиссабона в 1923—1931) и Агоштинью Лоренсу (первый директор ПИДЕ в 1933—1954). В идеологический комплекс добавились антикоммунизм, корпоративизм, интерес и симпатии к европейским фашистским движениям. Носители этих идей решительно поддержали военный переворот 1926 года, активным участником которого выступил Гомиш да Кошта.

## Наследие
«Поколение 1895 года» и его политические наследники в целом позитивно относилось к режиму Антониу Салазара. Резко антисалазаристская позиция Нортона ди Матуша была для этой среды скорее исключением. Со своей стороны, идеология и пропаганда Нового государства 1933—1974 подчёркивала преемственность в отношении идей Моузинью — культовой фигуры и национального героя. Традиции 1895 года отразились в лузотропикализме, ими обосновывалась колониальная война Португалии 1961—1974.
Революция гвоздик 1974 изменила отношение к «Поколению 1895 года» на крайне негативное. Закономерно, что к этой традиции апеллировали крайне правые силы 1970-х — Флорентину Гуларт Ногейра, Фернанду Пашеку ди Аморин, деятели МДЛП и ЭЛП.